# David Brin

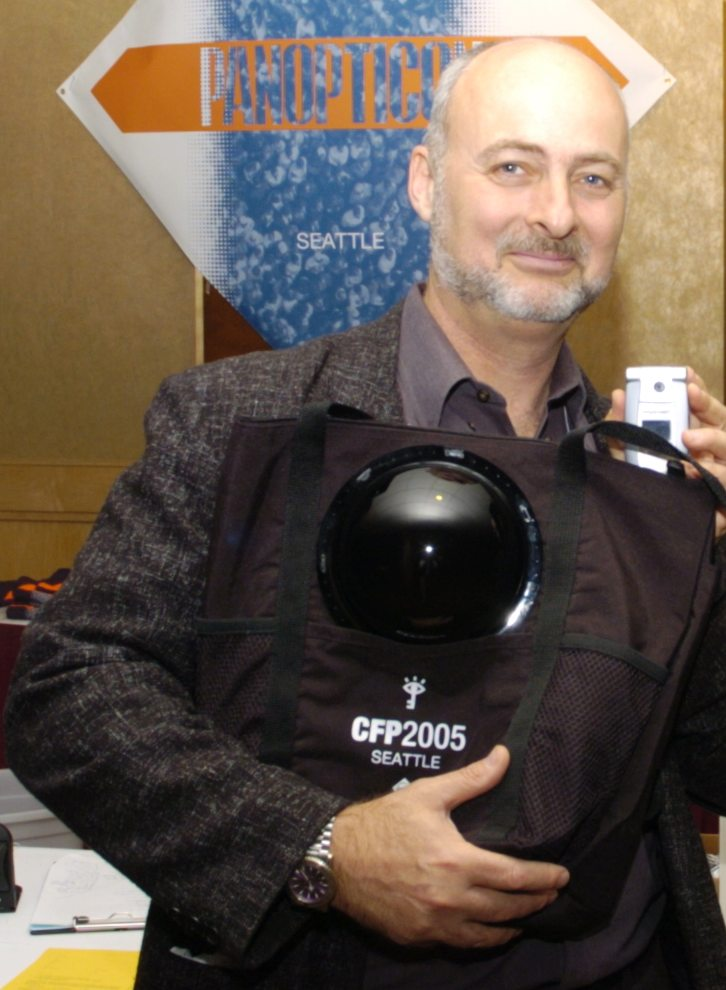

Glen David Brin (n. 6 de outubro de 1950), é consultor sobre transparência, segurança e novas perspectivas sobre tecnologia e o futuro. É ainda escritor de ficção científica, vencedor dos prémios Hugo e Nebula Award pela série Elevação (Uplift).

## Biografia
David Brin nasceu a 6 de Outubro de 1950 em Glendale, Califórnia. Em 1973 tirou o bacharelato em Astrofísica no Instituto de Tecnologia da Califórnia. Posteriormente em 1977 finaliza o mestrado em Engenharia Elétrica na área da óptica, em 1981 o Doutoramento de Filosofia em Ciências do espaço e em 1985 o Pós-Doutoramento, tudo na Universidade da Califórnia em San Diego.
Entre 1973 e 1977 trabalhou como pesquisador na Hughes Aircraft Research Labs na área de semicondutores/CCD, entre 1982 e 1985, foi professor de escrita, física e consultor técnico na Universidade Estatal de San Diego. Depois de 1988 e durante dois anos esteve como Académico visitante nos Jet Propulsion Laboratory da Nasa.
Depois de 1990 foi consultor e orador em mais de 100 instituições e governos, sendo membro e assessor de várias Corporações e Instituições sem fins lucrativos.
É escritor e participante em vários documentários e debates na televisão e rádio. Autor de vários livros que estiveram entre New York Times Bestsellers e ganhou vários premios Hugo, Nebula entre outros.

## Ficção
Os autores de ficção cientifica são muitas vezes mais conhecidos por um grupo de contos ou histórias em que utilizam em comum um "Universo" ou enredo. Embora seja apenas uma parte do seu trabalho, David Brin ficou conhecido no meio da Ficção Cientifica pela série Elevação (Uplift) com que ganhou dois prémios Hugo.
Os livros desta série são:
- Sundiver
- Startide Rising
- The Uplift War
- Brightness Reef
- Infinity's Shore
- Heaven's Reach

Ele também contribuiu com artigos para livros para RPG neste Universo:
- GURPS Uplift
- Contacting Aliens: An Illustrated Guide To David Brin's Uplift Universe

Adicionalmente criou para este mesmo Universo ficcional os contos Aficionado e Temptation, disponíveis gratuitamente na página oficial do autor.
Participou com Gregory Benford e Greg Bear na trilogia autorizada da Segunda Fundação de Isaac Asimov com o livro Foundation Triumph
É também autor dos seguintes obras:
- The Practice Effect (1984)
- The Postman (1985) (Transportado para a Sétima Arte por Kevin Costner)
- Heart of the Comet (1986) (com Gregory Benford)
- Earth (1990) (2º lugar no Hugo Award, um dos dois livros que foram pirateados no filme trash O núcleo - Missão ao Centro da Terra) [4]
- Glory Season (1993)
- Kiln People (2002) (2º lugar nos prémios Hugo, Locus, The John W. Campbell Award e ainda no Arthur C. Clarke Award, perdendo sempre para um livro diferente)
- Forgiveness (2002) (Romance gráfico para Star Trek: The Next Generation universe)
- The Life Eaters (2003) (Romance gráfico)
- Sky Horizon  (2007)
- Existence (2012)

Contos:
- Thor Meets Captain America (1986) (2º Lugar no prémio Hugo Award 1987 )
- The Loom of Thessaly (1981)
- Genji (1992)
- The Postman" (2º Lugar no prémio Hugo Award 1983, conto inicial)
- Cyclops (1984) (2º Lugar no prémio Hugo Award 1985)
- A Stage of Memory (1986)
- Piecework (1990)
- Dr. Pak's Preschool (1988)
- Lungfish
- Life in the Extrme (1998)
- Stones of Significance (2000)
- Sky Light (2005)

## Não Ficcionais
The Transparent Society: Will Technology Force Us to Choose Between Freedom and Privacy? (1998)

## Podcast
Com o incremento das possibilidades e uso da internet, o autor lança com alguma regularidade vídeos onde aparece a discutir os mais variados assuntos;
Sobre a escrita de ficção cientifica.
- Science Fiction Writing

Sobre a sociedade transparente
- It's Transparent and free
- Transparency's Tenth